# March Engineering
Pour les articles homonymes, voir March.
 (novembre 2024).
March est un ancien constructeur britannique de sport automobile, présent en Formule 1 entre 1970 et 1992, mais également dans d'autres disciplines telles que la Formule 3, la Formule 2, la Formule 3000 et le CART. 

## Historique

### Les années 1970

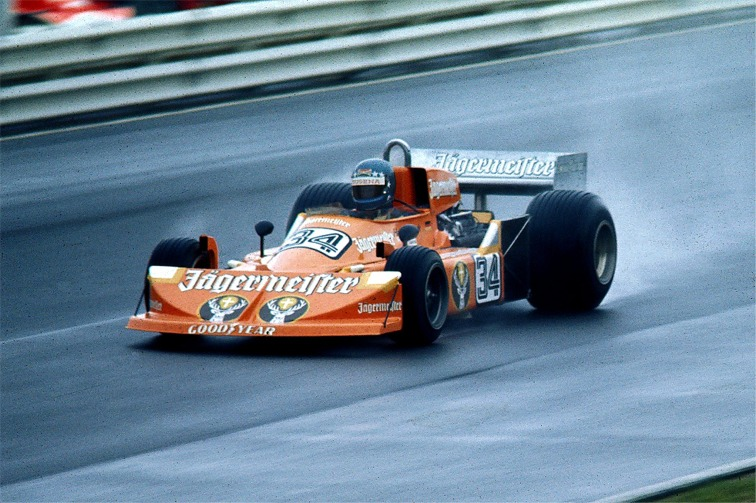
Hans Stuck sur March 761 en 1976

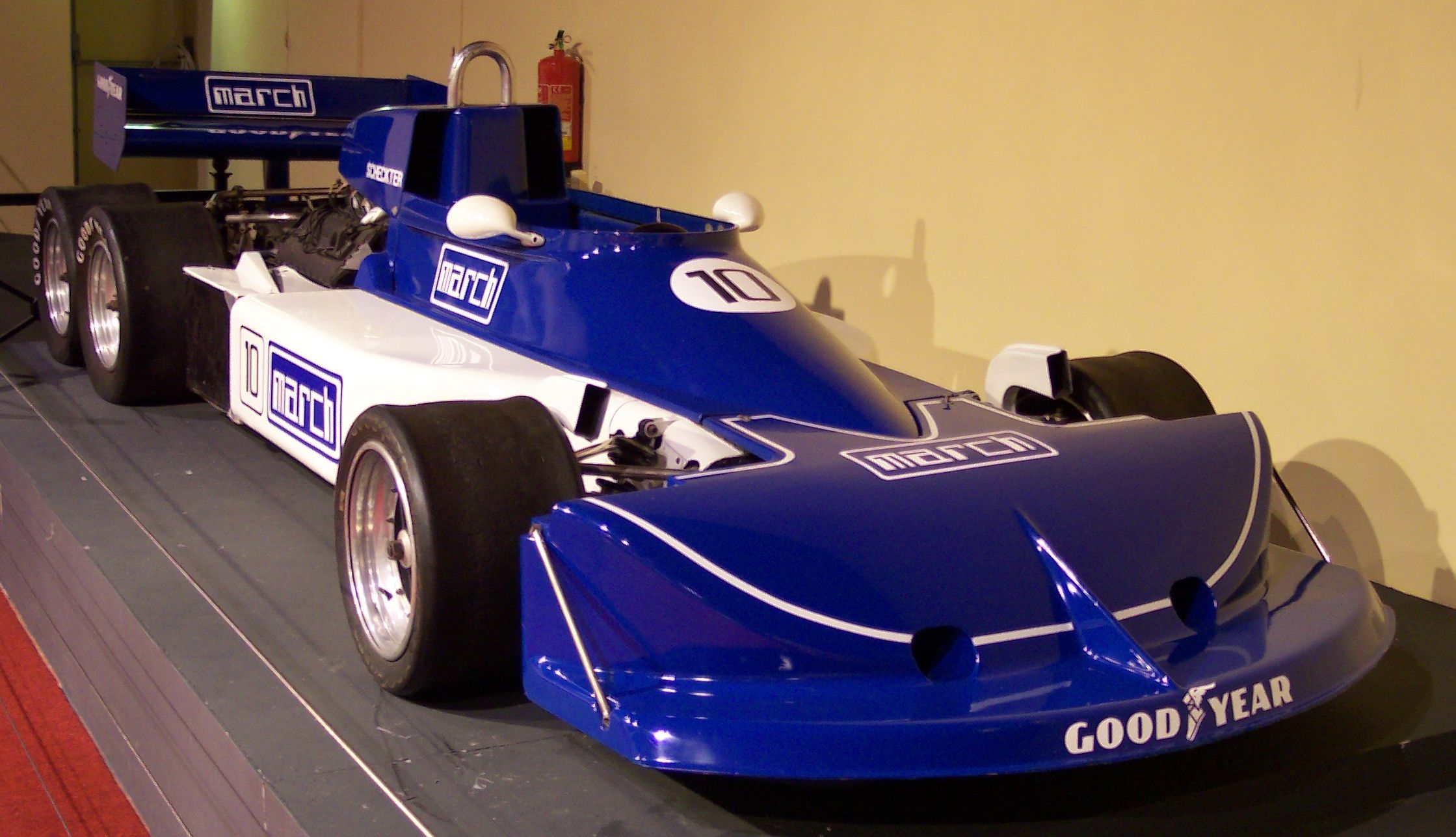
Le curieux prototype March 2-4-0 à six roues de 1976

March a été fondé en 1969 par Max Mosley, Alan Rees, Graham Coaker et Robin Herd. Leurs initiales, liées par un A, donnent son nom à la nouvelle entreprise. 
Dès l'année suivante, March se lance en Formule 1. L'arrivée de March en F1 s'effectue à deux niveaux : tout d'abord de manière classique avec la création d'une écurie, mais également en tant que fournisseur pour d'autres équipes. Alors que la première March F1 n'a pas encore vu le jour, le rusé Max Mosley parvient ainsi à convaincre plusieurs équipes, dont Tyrrell (qui compte dans ses rangs le champion du monde en titre Jackie Stewart) de lui acheter des voitures pour la saison à venir. Les débuts sont prometteurs puisque Jackie Stewart réalise la pole position dès la première course de la saison et s'impose dès la course suivante en Espagne. Mais il s'agit de débuts en trompe-l'œil, et la March 701, de conception classique, va rapidement être dépassée par la concurrence, à tel point que l'équipe Tyrrell décidera en cours de saison d'abandonner les châssis March et de devenir constructeur à part entière. En 1971, grâce aux exploits à répétition du fougueux pilote suédois Ronnie Peterson, les March brilleront également par intermittence (Peterson termine vice-champion du monde), mais sans jamais donner le sentiment de pouvoir faire jeu égal avec les équipes les plus huppées. Les saisons suivantes voient les March rapidement s'embourber dans la deuxième moitié du peloton. Signalons tout de même au milieu de résultats particulièrement médiocres la victoire heureuse de Vittorio Brambilla (sous le déluge) au Grand Prix d'Autriche 1975, et celle de Ronnie Peterson au Grand Prix d'Italie 1976. 
Mais March (dont l'ambition d'origine est d'être un compétiteur mais également un vendeur) trouve son salut économique dans la cohorte d'écuries de fond de grille qu'elle fournit (comme celle de Frank Williams par exemple), attirées par les productions certes peu performantes mais financièrement très abordables et faciles d'exploitation du constructeur de Bicester. March est également un constructeur très prisé dans les diverses formules de promotion. Néanmoins, fin 1977, l'équilibre financier est rompu et les propriétaires de March décident de mettre un terme à leur engagement en Formule 1, tout en poursuivant l'activité du constructeur dans d'autres disciplines, notamment la Formule 3 et la Formule 2.

### Les années 1980

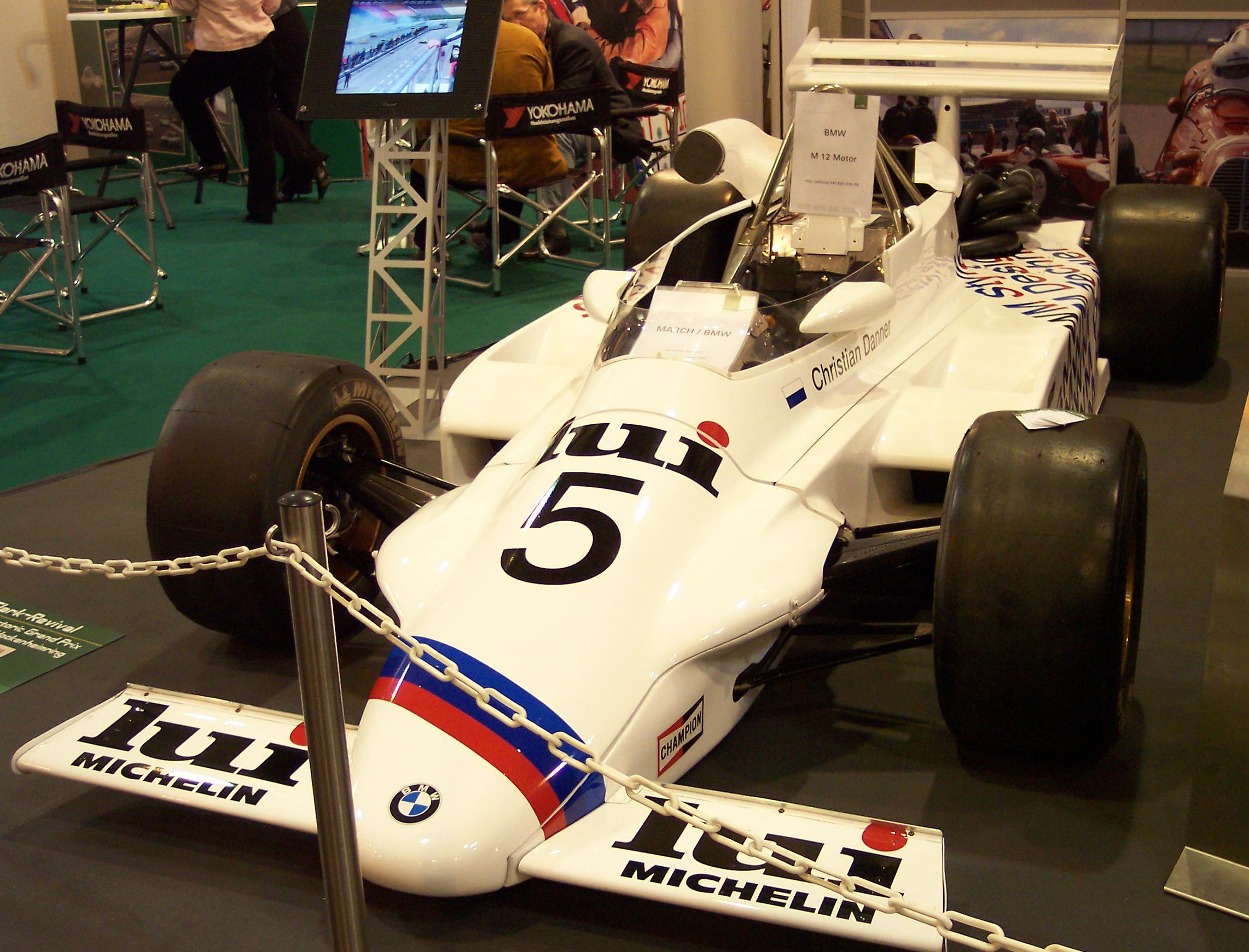
March 822 BMW 1982 de Christian Danner

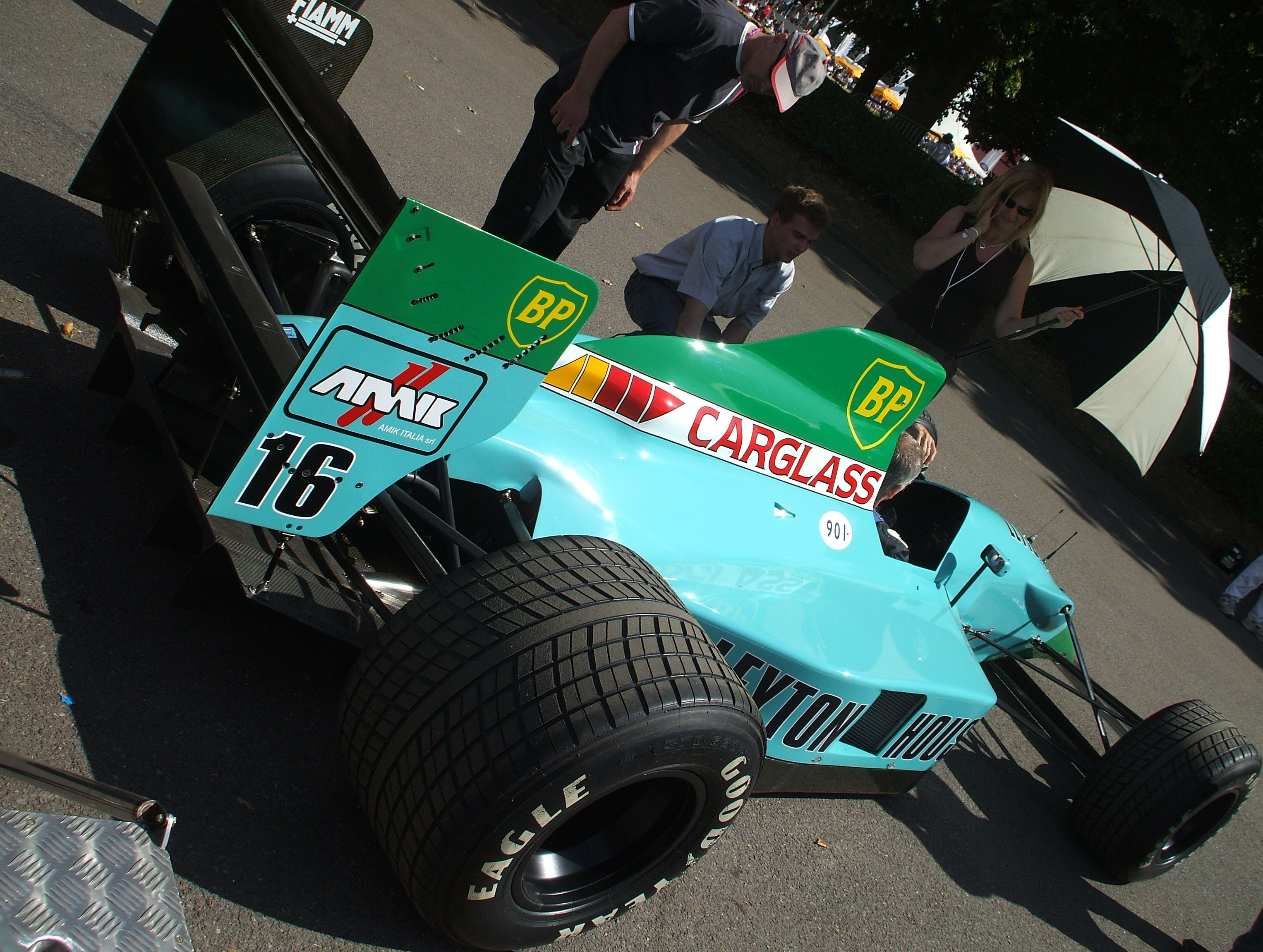
La March-Leyton House CG901 pilotée par Ivan Capelli en 1990

En 1981, le département F1 de March est relancé à la demande de l'entrepreneur britannique John McDonald, fondateur de l'écurie RAM. Mais en trois saisons, les March F1 n'inscriront pas le moindre point et enchaîneront les non-qualifications. À la fin de 1983, à la suite de ce fiasco, et tandis que l'activité en Formule 2 et en Formule 3 est également stoppée, March concentre ses efforts sur le championnat CART, tout en préparant le futur championnat de F3000. 
Les succès en F3000 (Christian Danner champion en 1985, Ivan Capelli en 1986 et Stefano Modena en 1987) font pourtant rapidement resurgir les envies de Formule 1 du côté de Bicester, et cela d'autant plus que la disparition programmée des moteurs Turbo (prévue fin 1988) doit favoriser l'accession à la F1 de structures modestes telles que March. Avec le soutien du puissant groupe japonais Leyton House, March effectue ainsi son deuxième retour à la F1 en 1987. Les premiers résultats ne sont guère brillants (la nouvelle March F1 n'est en réalité qu'une F3000 modifiée). Mais l'écurie va progressivement faire parler d'elle grâce à l'apport du jeune ingénieur Adrian Newey, dont les conceptions très pointues permettent ponctuellement au premier pilote de l'écurie Ivan Capelli de lutter avec les meilleurs en 1988. 
Après des résultats décevants en 1989, l'écurie est rachetée et rebaptisée Leyton House Racing par Leyton House, le sponsor principal de l'écurie. En 1990, toujours grâce au tandem Newey-Capelli, on retrouve les performances de 1988. À nouveau de conception extrême, le châssis de Newey est capable du pire comme du meilleur. Le pire comme au Grand Prix du Mexique où, sur un circuit bosselé, les March ne parviennent pas à se qualifier, le meilleur deux semaines plus tard sur le revêtement parfaitement lisse du circuit Paul-Ricard où Capelli s'intercale sur le podium entre Alain Prost et Ayrton Senna après avoir laissé échapper la victoire dans les derniers tours en raison de coupures moteur. Mais il s'agit du dernier exploit de March en Formule 1. En 1991, les Leyton House retrouvent les fonds de grille, puis en fin d'année, le groupe Leyton House est emporté par un scandale politico-financier. En 1992, l'écurie retrouve le nom « March » mais disparaît en fin de saison, faute d'argent.

## Résultats de l'écurie officielle en championnat du monde de Formule 1
| Saison | Écurie                                                              | Châssis                         | Moteur                | Pneus              | Pilotes                                                                                                   | Grands Prix disputés | Points inscrits | Classement |
| ------ | ------------------------------------------------------------------- | ------------------------------- | --------------------- | ------------------ | --- | -------------------- | --------------- | ---------- |
| 1970   | March Engineering                                                   | March 701                       | Ford V8               | Firestone          | Chris Amon Joseph Siffert                                                                                 | 13                   | 48              | 3e         |
| 1971   | STP March Racing Team                                               | March 711                       | Ford V8 Alfa Romeo V8 | Firestone          | Ronnie Peterson Alex Soler-Roig Andrea De Adamich Nanni Galli Niki Lauda Jean-Pierre Jarier Mike Beuttler | 11                   | 34              | 3e         |
| 1972   | STP March Racing Team                                               | March 721 March 721X March 721G | Ford V8               | Firestone Goodyear | Ronnie Peterson Niki Lauda                                                                                | 12                   | 15              | 6e         |
| 1973   | STP March Racing Team                                               | March 721G March 731            | Ford V8               | Goodyear           | Jean-Pierre Jarier Henri Pescarolo Roger Williamson                                                       | 15                   | 14              | 5e         |
| 1974   | March Engineering                                                   | March 741                       | Ford V8               | Goodyear           | Hans-Joachim Stuck Howden Ganley Vittorio Brambilla Reine Wisell Mike Wilds                               | 15                   | 6               | 9e         |
| 1975   | Beta Team March March Engineering Lavazza March                     | March 741 March 751             | Ford V8               | Goodyear           | Vittorio Brambilla Lella Lombardi Hans-Joachim Stuck                                                      | 14                   | 7,5             | 8e         |
| 1976   | March Engineering                                                   | March 761                       | Ford V8               | Goodyear           | Ronnie Peterson Hans-Joachim Stuck                                                                        | 16                   | 19              | 7e         |
| 1977   | Hollywood March Racing Team Rothmans International                  | March 761B                      | Ford V8               | Goodyear           | Alex Ribeiro Ian Scheckter Hans-Joachim Stuck Brian Henton                                                | 16                   | 0               | Non classé |
| 1981   | March Grand Prix Team                                               | March 811                       | Ford V8               | Michelin Avon      | Derek Daly Eliseo Salazar                                                                                 | 9                    | 0               | Non classé |
| 1982   | March Grand Prix Team Rothmans March Grand Prix Team LBT March Team | March 821                       | Ford V8               | Avon Pirelli       | Raul Boesel Jochen Mass Emilio de Villota Rupert Keegan                                                   | 13                   | 0               | Non classé |
| 1987   | Leyton House March Racing Team                                      | March 87P March 871             | Ford V8               | Goodyear           | Ivan Capelli                                                                                              | 15                   | 1               | 11e        |
| 1988   | Leyton House March Racing Team                                      | March 881                       | Judd V8               | Goodyear           | Ivan Capelli Mauricio Gugelmin                                                                            | 16                   | 22              | 6e         |
| 1989   | Leyton House March Racing Team                                      | March 881 March CG891           | Judd V8               | Goodyear           | Ivan Capelli Mauricio Gugelmin                                                                            | 16                   | 4               | 12e        |
| 1990   | Leyton House Racing                                                 | Leyton House CG901              | Judd V8               | Goodyear           | Ivan Capelli Maurício Gugelmin                                                                            | 14                   | 7               | 7e         |
| 1991   | Leyton House Racing                                                 | Leyton House CG911              | Ilmor V10             | Goodyear           | Ivan Capelli Maurício Gugelmin Karl Wendlinger                                                            | 16                   | 1               | 12e        |
| 1992   | March F1                                                            | March CG911B                    | Ilmor V10             | Goodyear           | Karl Wendlinger Jan Lammers Emanuele Naspetti Paul Belmondo                                               | 16                   | 3               | 9e         |
| 1993   | March F1                                                            | March CG911C                    | Ilmor V8              | Goodyear           | Jean-Marc Gounon Jan Lammers                                                                              | 0                    | 0               | Non classé |

| Saison | Écurie                             | Châssis              | Moteur        | Pneus     | Pilotes                                                                        | Grands Prix disputés |
| ------ | ---------------------------------- | -------------------- | ------------- | --------- | ------------------------------------------------------------------------------ | -------------------- |
| 1970   | Tyrrell Racing Organisation        | March 701            | Ford-Cosworth | Goodyear  | Jackie Stewart Johnny Servoz-Gavin François Cevert                             | 13                   |
| 1970   | STP Corporation                    | March 701            | Ford-Cosworth | Firestone | Mario Andretti                                                                 | 5                    |
| 1970   | Antique Automobiles Racing Team    | March 701            | Ford-Cosworth | Goodyear  | Ronnie Peterson                                                                | 2                    |
| 1970   | Colin Crabbe Racing                | March 701            | Ford-Cosworth | Goodyear  | Ronnie Peterson                                                                | 7                    |
| 1970   | Hubert Hahne                       | March 701            | Ford-Cosworth | Goodyear  | Hubert Hahne                                                                   | 1                    |
| 1971   | Frank Williams Racing Cars         | March 701 March 711  | Ford-Cosworth | Firestone | Henri Pescarolo Max Jean                                                       | 11                   |
| 1971   | Gene Mason Racing                  | March 711            | Ford-Cosworth | Firestone | Skip Barber                                                                    | 4                    |
| 1971   | Jo Siffert Automobiles             | March 701            | Ford-Cosworth | Firestone | François Mazet                                                                 | 1                    |
| 1971   | Clarke-Mordaunt-Guthrie Racing     | March 711            | Ford-Cosworth | Firestone | Mike Beuttler                                                                  | 4                    |
| 1971   | Shell Arnold Team                  | March 701            | Ford-Cosworth | Firestone | Jean-Pierre Jarier                                                             | 1                    |
| 1972   | Team Williams Motul                | March 711 March 721  | Ford-Cosworth | Goodyear  | Henri Pescarolo José Carlos Pace                                               | 12                   |
| 1972   | Clarke-Mordaunt-Guthrie Racing     | March 721G           | Ford-Cosworth | Goodyear  | Mike Beuttler                                                                  | 10                   |
| 1972   | Gene Mason Racing                  | March 711            | Ford-Cosworth | Firestone | Skip Barber                                                                    | 2                    |
| 1973   | Clarke-Mordaunt-Guthrie Racing     | March 721G March 731 | Ford-Cosworth | Goodyear  | Mike Beuttler Reine Wissel                                                     | 10                   |
| 1973   | LEC Refrigeration Racing           | March 731            | Ford-Cosworth | Goodyear  | David Purley                                                                   | 5                    |
| 1973   | Hesketh Racing                     | March 731            | Ford-Cosworth | Firestone | James Hunt                                                                     | 7                    |
| 1974   | Dempster International Racing Team | March 731            | Ford-Cosworth | Firestone | Mike Wilds                                                                     | 1                    |
| 1974   | Hesketh Racing                     | March 731            | Ford-Cosworth | Firestone | James Hunt                                                                     | 2                    |
| 1975   | Penske Cars                        | March 751            | Ford-Cosworth | Goodyear  | Mark Donohue                                                                   | 3                    |
| 1976   | Beta Team March                    | March 761            | Ford-Cosworth | Goodyear  | Vittorio Brambilla                                                             | 16                   |
| 1976   | Lavazza March                      | March 761            | Ford-Cosworth | Goodyear  | Lella Lombardi                                                                 | 1                    |
| 1976   | Ovoro Team March                   | March 761            | Ford-Cosworth | Goodyear  | Arturo Merzario                                                                | 7                    |
| 1976   | Sports Cars of Austria             | March 761            | Ford-Cosworth | Goodyear  | Karl Oppitzhauser (en)                                                         | 1                    |
| 1977   | Chesterfield Racing                | March 761            | Ford-Cosworth | Goodyear  | Brett Lunger                                                                   | 3                    |
| 1977   | RAM Racing/F&S Properties          | March 761            | Ford-Cosworth | Goodyear  | Boy Hayje (en) Mikko Kozarowitzky (en) Andy Sutcliffe (en) Michael Bleekemolen | 8                    |
| 1977   | Williams Grand Prix Engineering    | March 761            | Ford-Cosworth | Goodyear  | Patrick Nève                                                                   | 11                   |
| 1977   | Team Merzario                      | March 761B           | Ford-Cosworth | Goodyear  | Arturo Merzario                                                                | 7                    |
| 1977   | British Formula 1 Racing Team      | March 761            | Ford-Cosworth | Goodyear  | Brian Henton Bernard de Dryver                                                 | 0                    |
| 1978   | Patrick Nève                       | March 781S           | Ford-Cosworth | Goodyear  | Patrick Nève                                                                   | 0                    |